# Juillet 1816

## Événements

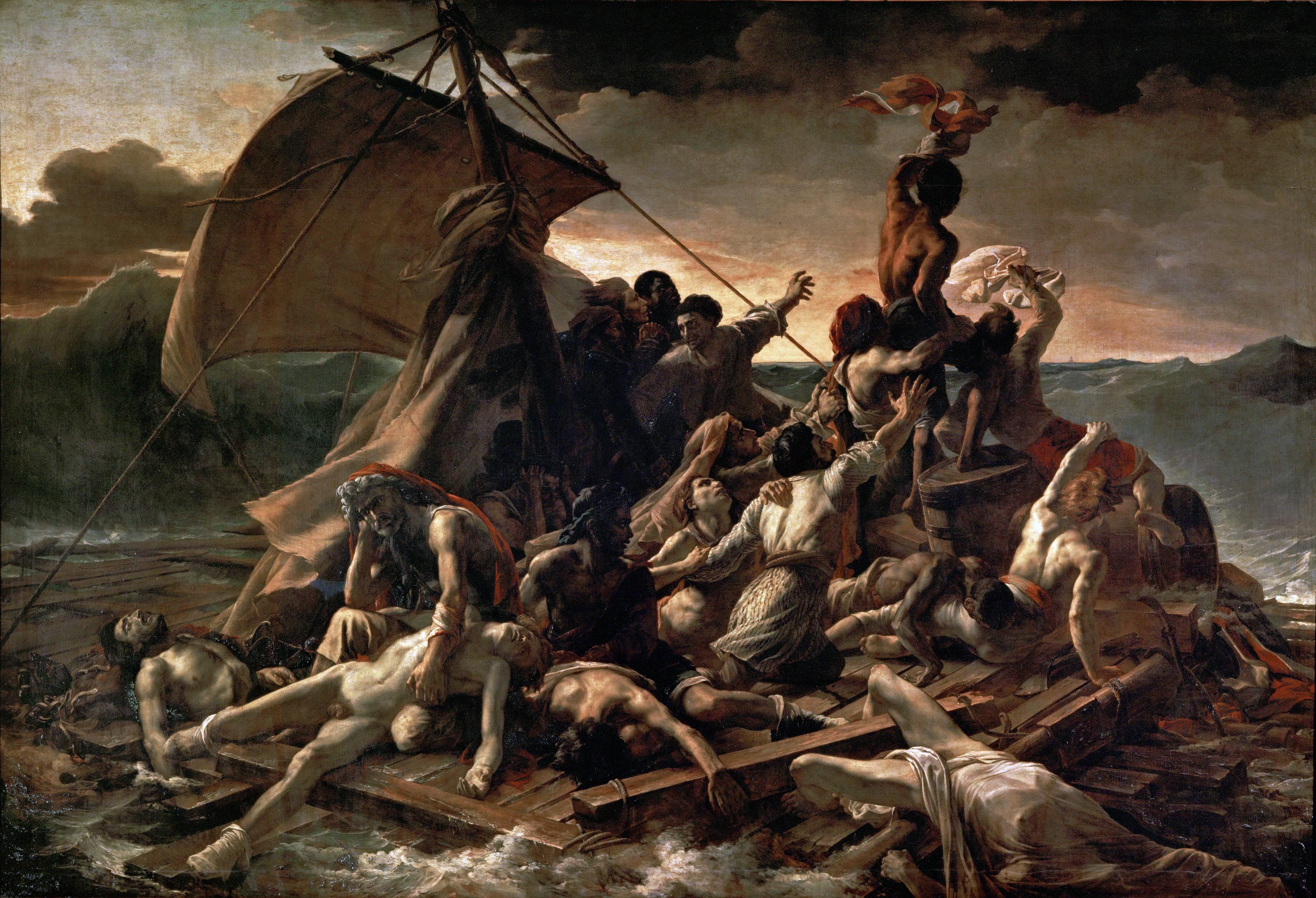
Le Radeau de la Méduse de Géricault

- 5 juillet : naufrage de La Méduse, frégate partie de Brest pour rétablir la souveraineté française sur le Sénégal, à cause de l’inexpérience de capitaine, un émigré revenu en 1814. L’équipage et les passagers se répartissent entre les canots et un grand radeau. Une série de fausses manœuvres provoque la rupture des câbles entre le radeau et les canots. Les canots arrivent à bon port (8 juillet). Le 15 juillet, on retrouve sur le radeau 15 survivants sur 150 embarqués. L’affaire est montée en épingle par la presse libérale pour souligner le favoritisme s’exerçant en faveur d’officiers incompétents, mais royalistes.

- 27 juillet, États-Unis : le fort Séminole d'Apalachicola est rasé par les Américains[1].

## Naissances
- 7 juillet : Johann Rudolf Wolf, astronome suisse († 6 décembre 1893).
- 8 juillet : Charles-Édouard Boutibonne, peintre français († 7 février 1897).
- 19 juillet : Hermann Schaaffhausen (mort en 1893), anthropologue allemand.
- 20 juillet : William Bowman (mort en 1892), chirurgien et ophtalmologiste.

## Décès
- 23 juillet : William Alexander, peintre, illustrateur et graveur anglais (° 10 avril 1767).